# Prince Afo Akom
Prince Afo Akom, de son nom complet Martin Tubuo, est un interprète, artiste, auteur, compositeur, conteur, producteur de musique et couturier camerounais. Il est connu sur la scène musicale traditionnelle et dans le monde de la mode au Cameroun.

## Biographie

### Débuts
Prince Afo Akom, né en 1958, est le fils d'un artiste musicien du rythme bottle dance. Il crée le genre Njang qui rentre dans la culture et les traditions de Boyo, son village.
Il est interprète, artiste, auteur, compositeur, conteur et producteur de musique. En 2020, il est annoncé comme acteur principal dans un film camerounais.

### Carrière
Le 21 juin 2010, il participe au festival de la musique sur le thème Vivre de la musique. Il participe au concert organisé par le président Paul Biya en 2018 et, en 2020, il participe au festival FOMARIC de Douala.

#### Style musical et influences
Prince Afo Akom est auteur de plusieurs œuvres musicales. Les titres Femmes rurales et Iyaaah sont des hits dès leurs sorties.
En addition au bottle dance, on peut l'écouter sur des airs de folklore camerounais. Il prône l'unité nationale dans son pays, le Cameroun.

#### Entrepreneuriat
Avant d'être connu dans la musique, Prince Afo Akom est couturier. Il coud des tenues traditionnelles à l'image de la culture du Nord-Ouest du Cameroun d'où il est originaire. Il fait des recommandations au gouvernement camerounais sur la consommation des produits locaux.
Il a créé son propre label qui porte le nom de Forena Music. Nommé membre d'un comité Ad hoc en 2015, il est chargé de procéder à une avance sur répartition à titre exceptionnel, au titre du droit d’Auteur et des droits voisins.

## Discographie

### Récompenses et nominations
- 1992 : Prix du meilleur artiste Mutzig Star[14]
- 2009 : Canal 2'Or: Meilleur artiste de musique traditionnelle[1]